# Maria Ivone Reis
Maria Ivone Quintino dos Reis (Belas, Sintra, 13 de janeiro de 1929 - Lisboa, 15 de maio de 2022) • CvM •  foi uma militar que se distinguiu como pioneira do paraquedismo militar feminino, enfrentando e superando preconceitos de género, por integrar o grupo das seis primeiras Enfermeiras Paraquedistas da Força Aérea Portuguesa (as primeiras mulheres a prestarem serviço militar em Portugal, conhecidas como “as seis Marias”), tendo desempenhando diversas relevantes missões, em cenário de combate durante a Guerra do Ultramar (1961 a 1974), no socorro e tratamento de feridos e doentes, assim como no auxílio a civis, em Angola, Guiné e Moçambique, salvando vidas e minimizando o sofrimento das vítimas daquele conflito armado. Participou também na evacuação de portugueses após a invasão militar e anexação de Goa  pela República da Índia, ocorrida em dezembro de 1961.

## Biografia

### Carreira
- em 1958, conclui o curso de enfermagem geral na Escola das Franciscanas Missionárias de Maria;[1][2]
- em 1959, começou a trabalhar como enfermeira, no hospital da CUF, em Lisboa;[1][2]
- de maio a 8 de agosto de 1961, fez o curso de enfermeira paraquedista militar no Regimento de Paraquedistas em Tancos;[3][1][4][2][5]

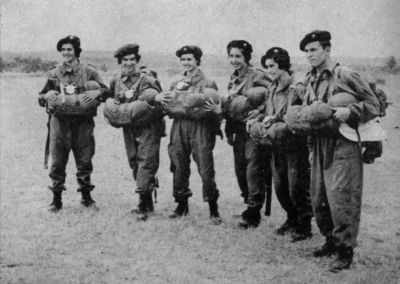
1.º Curso de Enfermeiras Paraquedistas das Forças Armadas de Portugal, BA3 Tancos, 1961 (da esquerda para a direita) Céu Vidigal, Maria Ivone Reis, Lurdes Rodrigues, Zulmira André, Arminda Pereira e o diretor do curso capitão Fausto Marques

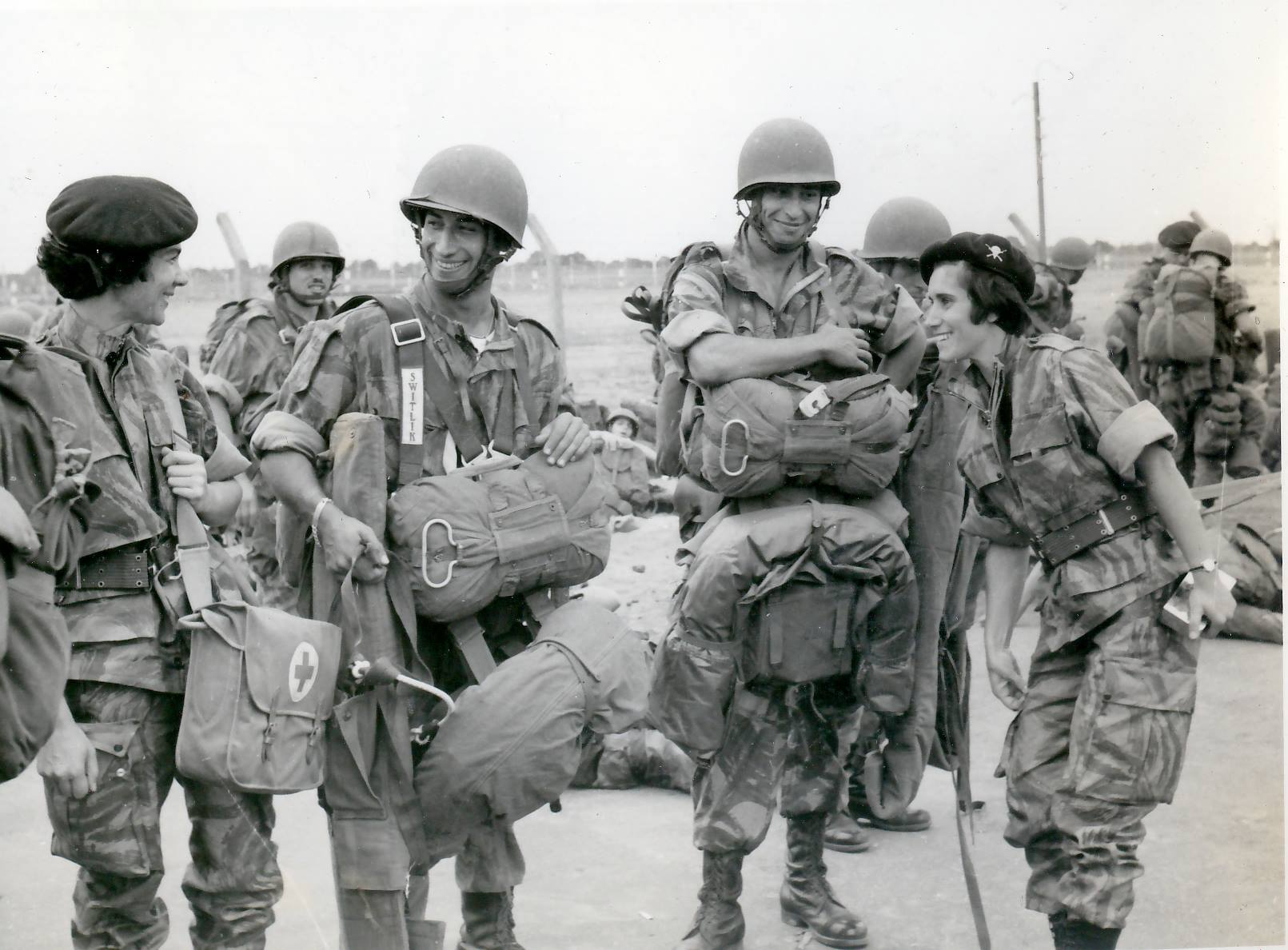
As alferes enfermeiras paraquedistas Maria Arminda e Maria Ivone Reis (à esquerda), no aeroporto de Luanda, em agosto de 1961, embarcando, com outros militares, para a Serra da Canda

- em 23 de agosto de 1961, já graduada no posto de Alferes, partiu de Portugal para Angola, a fim de participar numa operação especial dos paraquedistas na Serra da Canda;[1][4][2]
- em setembro de 1961, durante a visita oficial às “províncias ultramarinas” do ministro do Ultramar, Adriano Moreira, é, em Angola, sua ”oficial às ordens”;[6][7]
- participou também na evacuação de portugueses após a invasão militar e anexação de Goa pela República da Índia, ocorrida em dezembro de 1961.[8] A 28 de abril de 1962, juntamente com a sua camarada alferes enfermeira paraquedista Zulmira André, partiu de Lisboa, cabendo às duas oficiais apoiar os prisioneiros militares portugueses que se encontravam em Carachi, estando ainda Ivone Reis encarregada de manter Jorge Jardim em estreito contato com o ministro Adriano Moreira, servindo de elo nas comunicações cifradas por estes trocadas. Quando o governador-geral e comandante-chefe, general Manuel António Vassalo e Silva partiu, a 15 de maio de 1962, no último avião saído de Goa, e chegou ao aeroporto de Lisboa no dia seguinte, vinha acompanhado do seu chefe de gabinete e de Ivone Reis;[9] [10][11][12][13]
- em 1968 é graduada no posto de tenente;[2]
- de 1961 a 1974, para além do teatro da  “Guerra do Ultramar” em Angola, esteve também em Moçambique e, em três comissões na Guiné (1963, 1965 e 1969);[1][4][2]

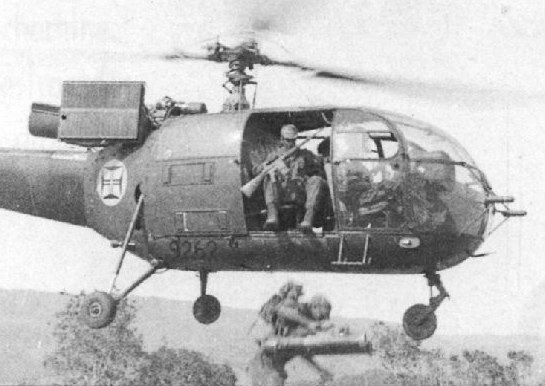
Alouette III durante a guerra colonial Portuguesa em Angola, como aqueles em que Maria Ivone Reis, nesse mesmo conflito armado, participou em operações de resgate e salvamento de militares feridos na frente de combate

- durante os treze anos da “Guerra Colonial Portuguesa”, efetuou cerca de 130 saltos; helitransportada em Alouette II e Alouette III, participou em operações de resgate e salvamento de militares feridos na frente de combate, muitas vezes debaixo de fogo, bem como realizou diversas viagens de evacuação aérea de feridos e doentes dentro dos territórios de Angola, Guiné e Moçambique e destas três “províncias ultramarinas” para Portugal, em deslocações difíceis e viagens muito longas em tempo e distância; «por exemplo o percurso de Nampula para Lourenço Marques, com paragem na Beira, eram muitas horas, eram os Dakota e os DC4 que os faziam. Eram aviões muito lentos. O DC6, o avião mais rápido da altura, demorava de Moçambique a Lisboa, cerca de 28 horas, mais do que um dia; de Luanda eram 20 horas e da Guiné eram 8 ou 10.», como referiu no depoimento que prestou a Margarida Calafate Ribeiro, em 2004, no âmbito do trabalho de investigação que esta levou a cabo, no Centro de Estudos Sociais da Universidade de Coimbra, sobre “As Mulheres Portuguesas e a Guerra Colonial”;[1][4][2][14][8]

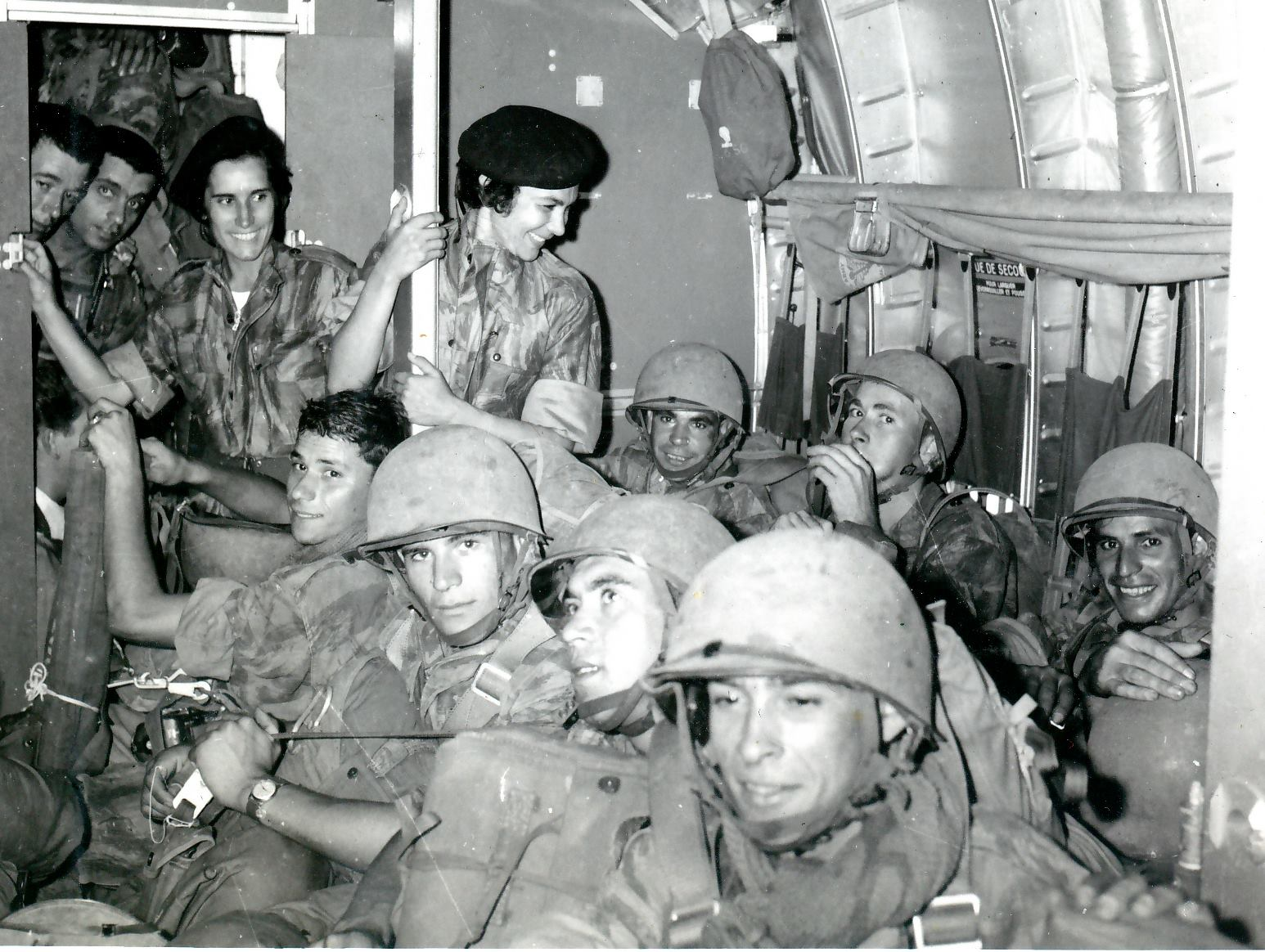
Ivone Reis (de pé ao centro) no interior de uma aeronave de transporte militar

- terminado o conflito armado com a Revolução de 25 de Abril de 1974, momento que Maria Ivone Reis viveu com entusiasmo, porque finalmente acabava a guerra, regressa à metrópole e trabalha no Hospital da Força Aérea. Cerca de um ano depois, a 17 de abril de 1975, face ao PREC que então Portugal vivenciava, é, subitamente e sem nunca lhe ser indicada qualquer razão, saneada. Após a eleição do general Ramalho Eanes para  Presidente da República (1976) é reintegrada na vida ativa hospitalar até à sua reforma, tendo entretanto ascendido aos postos, primeiro de capitã e depois de major.[1][2][15]

### Vida Pessoal
Nasceu no lugar de Venda Seca, freguesia de Belas, no concelho de Sintra, em 13 de janeiro de 1929, tendo ficada órfã de pai aos cinco anos e de mãe aos sete anos de idade, ambos falecidos de tuberculose pulmonar. Foi educada pelos avós maternos, que tiveram nove filhos e viviam da agricultura e dos produtos lácteos dos animais que criavam.

Na juventude, trabalhou, cuidando de crianças, primeiro na família de um diplomata americano, que tinha um filho, com dois anos. Depois numa família franco belga, com três crianças, e, passados quatro anos, numa outra família, acompanhando uma criança de dois anos.

Faleceu a 15 de maio de 2022, tendo a Ordem dos Enfermeiros publicado nessa ocasião o seguinte voto de pesar: 

"A Ordem dos Enfermeiros manifesta o seu mais profundo pesar pela morte, com um dia de diferença, das duas Enfermeiras paraquedistas Maria Ivone dos Reis e Maria do Céu Pedro. 
Maria Ivone dos Reis, de 93 anos, e Maria do Céu Pedro, de 68 anos, fizeram parte do grupo de 46 Enfermeiras paraquedistas que, entre 1961 e 1974, foram para a Guerra Colonial tratar soldados feridos.
Ivone dos Reis integrou o célebre grupo das “Seis Marias”, as primeiras seis Enfermeiras integradas nas Forças Armadas em 1961 e condecoradas em 2019 com a medalha da Defesa Nacional de 1ª classe.
Foram mulheres pioneiras, à frente do seu tempo, que enfrentaram preconceitos e, num mundo de homens, vestiram o uniforme e saltaram de aviões e helicópteros para salvar vidas nas antigas colónias.
A Ordem dos Enfermeiros presta aqui a sua mais sentida homenagem a estas mulheres que já fazem parte da história da Enfermagem portuguesa e apresenta às famílias as mais sentidas condolências."

## Condecorações e reconhecimento

### Ordens honoríficas portuguesas
- Grau de Cavaleiro (CvM) / Dama (DmM) da Ordem do Mérito (28 de fevereiro de 1962), condecorada pelo Presidente da República Portuguesa[17]
- Medalha da Defesa Nacional de 1ª classe (28 de março de 2019), agraciada pelo ministro da defesa João Gomes Cravinho;[4][18]
 No referido diploma de atribuição exarou-se:

"As primeiras Enfermeiras Paraquedistas foram incorporadas nas Forças Armadas em maio de 1961, enfrentando muitos preconceitos. Numa época em que a sociedade portuguesa se mantinha extremamente conservadora, entraram no mundo exclusivamente masculino das Forças Armadas, vestiram o uniforme militar que era reservado só aos homens. Superando inúmeras barreiras, de boina verde e distintivo das Tropas Paraquedistas ao peito, foram cumprir a sua missão de salvar vidas na Guerra Colonial. Nos anos seguintes, até ao final da Guerra, em 1974, outras se seguiram, num total de 46 Enfermeiras Paraquedistas, que pisaram os campos de batalha para tratar os soldados feridos e ajudar as populações.

As Enfermeiras Paraquedistas foram verdadeiras pioneiras, cumprindo o lema das Tropas Paraquedistas «Que nunca por vencidos se conheçam», antes das mulheres terem sido incluídas nas fileiras das Forças Armadas. A forma voluntariosa como quebraram barreiras, e a entrega física e psicológica que demonstraram na frente de combate, cumprindo a sua missão de igual para igual, não poderão ser esquecidas e devem constituir-se num exemplo para as Forças Armadas e a sociedade civil.

Pela forma como desempenharam as suas funções, pela competência e dedicação que demonstraram nas evacuações médicas, atendendo a todos com o mesmo sentido humanitário, as Enfermeiras Paraquedistas alcançaram a estima e o apreço de todos aqueles de quem cuidaram, ficando conhecidas como «anjos descidos dos céus».

Pela forma como cumpriram o seu dever e pelo exemplo de modernidade que demonstraram ter no seu tempo, com o espírito de superação que lhes permitiu minimizar o sofrimento das vítimas da Guerra, as Enfermeiras Paraquedistas continuam a ser uma referência na nossa sociedade. A sua atitude de entrega total à causa nacional e a sua capacidade de abrir novos caminhos, mostrando perseverança na adversidade e visão rasgada em tempos de imobilismo, merece o nosso reconhecimento como um marco intemporal no avanço das sociedades democráticas.

Pelas razões enunciadas, e ainda pela forma pioneira como responderam ao chamamento patriótico, ao espírito de sacrifício com que sempre pautaram a sua conduta, expresso o meu público reconhecimento às primeiras Enfermeiras Paraquedistas, conhecidas pelas «Seis Marias», que, pelo seu exemplo da elevadíssima competência técnico-profissional, extraordinário desempenho e relevantes qualidades pessoais, contribuíram significativamente para a eficiência, prestígio e o cumprimento da missão do Ministério da Defesa Nacional.

Assim, nos termos da competência que me é conferida pelo n.º 3 do artigo 34.º, atento o disposto no artigo 25.º, na alínea a) do n.º 1 do artigo 26.º e no n.º 1 do artigo 27.º, todos do Regulamento da Medalha Militar e das Medalhas Comemorativas das Forças Armadas, aprovado pelo Decreto-Lei n.º 316/2002, de 27 de dezembro, concedo a medalha da defesa nacional, de 1.ª classe, às primeiras Enfermeiras Paraquedistas:

Maria Arminda Lopes Pereira Santos;

A título póstumo, Maria Zulmira Pereira André;

A título póstumo, Maria Nazaré Morais Rosa de Mascarenhas e Andrade;

Maria do Céu da Cruz Policarpo Vidigal;

Maria Ivone Quintino dos Reis;

Maria de Lourdes Rodrigues.

8 de março de 2019. - O Ministro da Defesa Nacional, João Titterington Gomes Cravinho."

### Louvor
- em 4 de junho de 2015, pelo chefe do Estado-Maior-General das Forças Armadas (CEMGFA), general Artur Neves Pina Monteiro.[19][18][8]

### Livros e mídias
A sua vida, carreira e atividade profissional foram objeto de vários livros, entrevistas e reportagens em jornais e na televisão.